# Vertu Ti
Vertu Ti là một điện thoại di động Android sản xuất bởi Vertu ở Anh. Lớp vỏ titan với mặt kính sapphire khiến nó mạnh mẽ hơn các điện thoại thông minh khác. Chiếc điện thoại này được dự kiến bán ra với giá £6700 (€7900, $10500).
Nó có phần cứng và pin tương tự như Lumia 920 của Nokia, và cũng được sản xuất bởi Nokia, vốn là chủ sở hữu trước đây của Vertu.
Được làm bằng Titan điểm 5, đánh bóng gốm và phủ da, Vertu Ti được công bố và phát hành vào tháng 2 năm 2013. Phần cứng của thiết bị gồm CPU lõi đôi 1.7 GHz và 1 GB bộ nhớ RAM, 64 GB bộ nhớ trong và có thể tằng thêm 32 GB bộ nhớ nhớ rộng thông qua thẻ nhớ MicroSD. Màn hình hiển thị là màn hình cảm ứng TFT điện dung, đa điểm, chống trầy xước, kính sapphire thủy tinh, 16 triệu màu, độ phân giải 480 x 800 pixel, 3,7 inch, do đó mật độ điểm ảnh 252 pixel trên mỗi inch (PPI).
Chiếc điện thoại được trang bị máy ảnh 8-megapixel với khả năng chụp ảnh với độ phân giải 3264x2448 pixel, với tính năng tự động lấy nét, geo-tagging cùng đèn LED flash. Máy ảnh mặt trước có độ phân giải 1,3 megapixel.